# ハワード郡 (メリーランド州)
ハワード郡（英: Howard County）は、アメリカ合衆国メリーランド州にある郡。人口は33万2317人（2020年）。郡庁所在地は国勢調査指定地域であるエリコットシティ。同郡に法人化された町は無い。
ハワード郡はボルチモアとワシントンD.C.の中間にあり、ワシントン・ボルチモア・北バージニア広域都市圏に含まれる。メリーランド州の人口重心は、アナランデル郡及びハワード郡の郡境にあるジェサップという未編入の町にある。
ボルチモア市に近いために昔からボルチモア大都市圏に属すると見なされてきた。近年は郡南部も発展し、ワシントンD.C.のメディアや雇用市場との結びつきが強くなってきた。郡内には開発業者のジェームズ・ラウスが1967年に設立した計画都市コロンビアがあり、その人口は10万人近くになっている。
ハワード郡は、その豊かさ、生活の質、優れた教育が引き合いに出されることが多い。2011年時点で、世帯当たり収入の中央値で国内第3位の郡となった。クラークスビル、デイトン、グレネルグ、グレンウッド、ウェストフレンドシップなどボルチモア・ワシントン大都市圏の中でも豊かな町が、郡内のメリーランド州道32号線沿いにある。人口集中部であるコロンビアとエリコットシティの組み合わせは、雑誌マネーの2010年「アメリカの住みたい場所」調査で第2位に挙げられた。ハワード郡公共教育学区は標準化試験の成績と卒業率で、州内第1位に挙げられることが多い。

## 歴史
1800年、アメリカ合衆国国勢調査局が求めたアメリカ合衆国の人口重心は、現在のハワード郡にあるとされた。
ハワード郡の郡名は、アメリカ独立戦争の大陸軍で、「メリーランド・ライン」と呼ばれた連隊の士官、ジョン・イーガー・ハワードに因んで名付けられた。ハワードは1781年のサウスカロライナ州カウペンスの戦いで傑出した働きをした。後に第5代メリーランド州知事となり、その邸宅は「ベルビデア」と呼ばれた。この邸宅は、ボルチモアタウンの北、イーストチェイスとノースカルバート通りの交差点にあり、その地域は「ハワードの森」と呼ばれ、そこに後にワシントン記念碑が建てられ、近くには1820年代にマウントバーノンが開発された。アナランデル郡が1839年に分割されたとき、その西部はハワード地区と指定された。ハワード地区は郡相当の位置づけにあったが、メリーランド州議会に代表を送っていなかった。1841年、エリコットシティに初代郡庁舎を建設した。1851年、ハワード地区が正式にハワード郡となった。
ハワード郡には多くのアメリカ合衆国国家歴史登録財がある。

## 地理
ハワード郡はピードモント台地にあり、その地形の大半はうねりのある丘陵である。北と北西はパタプスコ川が流れ、南西はパタクセント川、南東はアナランデル郡との陸上の郡境となっている。パタプスコ川もパタクセント川も郡境にそってある公開されている公園を流れている。パタクセント川流域にはトリアデルフィアとロッキージョージの各貯水池がある。
アメリカ合衆国国勢調査局に拠れば、郡域全面積は253.55平方マイル (656.7 km2)であり、このうち陸地252.04平方マイル (652.8 km2)、水域は1.51平方マイル (3.9 km2)で水域率は0.60%である。

### 交通

#### 空港
ハワード郡には公共も商業用も空港が無い。グレンウッドのグレンエアとエリコットシティのヘイズフィールド空港という私有の飛行場がある。商業便を利用する場合は近くにあるボルチモア・ワシントン国際サーグッド・マーシャル空港とロナルド・レーガン・ワシントン・ナショナル空港、およびワシントン・ダレス国際空港が利用できる。

#### 公共交通機関
郡内を運行するバス便は、ハワード交通、コネクト・ア・ライド、メリーランド州交通管理部、コミューター・ソリューションズ・オブ・ハワード・カウンティ、ニーバー・ライドなど多くの団体が運営している。

#### 主要高規格道路
ハワード郡には2本の州間高速道路が通っている。 州間高速道路70号線は郡北半分を東西方向に通り、 州間高速道路95号線はエルクリッジで郡内に入り、南のノースローレルからプリンスジョージズ郡に入る。
その他の主要道としては、 アメリカ国道29号線がエリコットシティにあるメリーランド州道99号線北端からモンゴメリー郡に抜け、メリーランド州道100号線はエリコットシティとコロンビアからボルチモア・ワシントン国際サーグッド・マーシャル空港への近道となり、メリーランド州道32号線はウェストフレンドシップ、グレネルグ、クラークスビルとコロンビアやフォートミードとを繋いでいる。

### 隣接する郡
- アナランデル郡 - 南東
- ボルチモア郡 - 北東
- キャロル郡 - 北
- フレデリック郡 - 北西
- モンゴメリー郡 - 西
- プリンスジョージズ郡 - 南

## 気候
ハワード郡は温暖湿潤気候にある。ボルチモア地域から西に離れると、冬の気温は低く、雪が多くなる。年間平均降水量は、郡の全体で約45インチ (1,100 mm) である。1950年から2010年までの50年間以上の期間で、国立気候データ・センターが報告した394件の異常気象が起こり、617人が負傷し、99人が死亡した。9件の竜巻が発生し、強度はF2のものがあったが、死者は出なかった。

## 法と政府
ハワード郡は民主党寄りであるという評判ができてきた。しかし、ボルチモア市、モンゴメリー郡、プリンスジョージズ郡よりは幾らか中道である。州や連邦政府レベルの選挙では民主党を支持することが多いが、2002年の州知事選挙では民主党候補よりも共和党候補を選んだ。大統領選挙でハワード郡が共和党候補を選んだのは1988年が最後になっている。
ハワード郡は3人の委員で構成される郡政委員会が統治していた。1965年アメリカ合衆国上院議員ジェイムズ・クラークが5人の委員による郡政委員会と1人の郡執行官の方式を提案した。郡政委員会は地区割り、酒類統制、および有権者サービス委員会のメンバーとしても機能している。アメリカ合衆国下院議員選挙で、郡の大半はメリーランド州第7選挙区に属しており、小部分のみが同第3選挙区に入っている。

## 人口動態
以下は2000年国勢調査による人口統計データである。
| 基礎データ - 人口: 247,842人 - 世帯数: 90,043 世帯 - 家族数: 65,821 家族 - 人口密度: 380人/km2（983人/mi2） - 住居数: 92,818軒 - 住居密度: 142軒/km2（368軒/mi2） 人種別人口構成（2000年統計、（ ）内は2010年統計） - 白人: 74.33% (62.2%) - アフリカン・アメリカン: 14.42% (17.5%) - ネイティブ・アメリカン: 0.24% (0.3%) - アジア人: 7.68% (14.4%) - 太平洋諸島系: 0.04% (0.0%) - その他の人種: 1.11% (2.0%) - 混血: 2.19% (3.6%) - ヒスパニック・ラテン系: 3.02% (5.8%) 先祖による構成 - ドイツ系：15.1% - アイルランド系：11.0% - イギリス系：9.3% - イタリア系：6.6% - アメリカ人：5.7% | 年齢別人口構成 - 18歳未満: 28.1% - 18-24歳: 6.3% - 25-44歳: 34.4% - 45-64歳: 23.8% - 65歳以上: 7.5% - 年齢の中央値: 36歳 - 性比（女性100人あたり男性の人口） - 総人口: 96.6 - 18歳以上: 92.9 世帯と家族（対世帯数） - 18歳未満の子供がいる: 40.0% - 結婚・同居している夫婦: 60.5% - 未婚・離婚・死別女性が世帯主: 9.5% - 非家族世帯: 26.9% - 単身世帯: 20.8% - 65歳以上の老人1人暮らし: 4.6% - 平均構成人数 - 世帯: 2.71人 - 家族: 3.18人 収入と家計 - 収入の中央値 - 世帯: 101,003米ドル（2009年推計） - 家族: 117,186米ドル（2009年推計） - 人口1人あたり収入: 44,120米ドル - 貧困線以下 - 対人口: 4.0% - 対家族数: 2.7% |

### 人口の推移
下記はアメリカ合衆国国勢調査局によるハワード郡のい人口推移である。順位は他の22郡およびボルチモア市と比較した。
- 1860.......13,338......（奴隷は2,862人）[20]
- 1870.......14,150......第19位
- 1900.......16,715......第22位（下位に来るのはカルバート郡とキャロライン郡のみ）
- 1910.......16,106......第23位（下位に来るのはカルバート郡のみ）
- 1920.......15,826......第22位（下位に来るのはカルバート郡とケント郡のみ）
- 1930.......16,169......第19位（下位に来るのはカルバート郡、チャールズ郡、ケント郡、クイーンアンズ郡、セントメアリーズ郡）
- 1940.......17,175......第20位（下位に来るのはカルバート郡、ケント郡、クイーンアンズ郡、セントメアリーズ郡）
- 1950.......23,119......第18位（下位に来るのはカルバート郡、キャロライン郡、ガレット郡、ケント郡、クイーンアンズ郡、サマセット郡、タルボット郡）
- 1960.......36,152......第14位（下位に来るのはカルバート郡、キャロライン郡、チャールズ郡、ドーチェスター郡、ガレット郡、ケント郡、クイーンアンズ郡、 サマセット郡、タルボット郡、ウースター郡）
- 1970.......61,911......第11位（セシル郡、セントメアリーズ郡、ワイカミコ郡を抜いた）
- 1980......118,572......第7位（上位に来るのは、アナランデル郡、ボルチモア郡、ボルチモア市、ハーフォード郡、モンゴメリー郡、プリンスジョージズ郡）
- 1990......187,328......第6位（ハーフォード郡を抜いた）
- 2000......247,842......第6位
- 2004......266,738......第6位
- 2008......274,995

## 主要雇用主
ハワード郡の失業率は2010年時点で5.5%であり、2000年の1.9%より増加していた。州平均よりは2ポイント低く、全国平均よりは4.2ポイント低かった。ハワード郡の2012年包括的財務報告書に拠れば、郡内の主要雇用主は次の通りである。
| 順位 | 雇用主                     | 従業員数 |
| ---- | -------------------------- | -------- |
| 1    | ハワード郡公共教育学区     | 7,850    |
| 2    | 応用物理研究所             | 4,400    |
| 3    | ハワード郡                 | 2,869    |
| 4    | ローリーン・ヘルスサービス | 2,000    |
| 5    | ジャイアント               | 1,950    |
| 6    | ハワード郡総合病院         | 1,720    |
| 7    | ノースロップ・グラマン     | 1,200    |
| 8    | SAIC                       | 1,060    |
| 9    | ウェルズ・ファーゴ         | 842      |
| 10   | MICROSシステムズ           | 815      |

## 国勢調査指定地域
ハワード郡内にはメリーランド州法による町が無い。
未編入領域も「町」と考えられるが、政府は無い。アメリカ合衆国国勢調査局、アメリカ合衆国郵便公社、地元商工会議所など様々な組織がその町を定義している。法人化はされていないので、その境界が定義されていない。アメリカ合衆国国勢調査局は以下の国勢調査指定地域を登録している。
- コロンビア
- エルクリッジ
- エリコットシティ - 郡庁所在地
- ジェサップ（アナランデル郡に跨る）
- ノースローレル
- サベージ・ギルフォード（サベージとギルフォードの組み合わせ）

### 未編入の町
アメリカ合衆国郵便公社などは地名として異なる選択を行う。その場所が未編入の場合、その領域は分類機関が決める。その他の未編入領域として次の町がある。
- クラークスビル
- クックスビル
- ダニエルズ
- デイトン
- ドーシー
- フルトン
- グレネルグ
- グレンウッド
- グラニット
- ハノーバー（一部はアナランデル郡）
- ヘンリートン（主にキャロル郡）
- ハイランド
- イルチェスター
- リスボン
- マリオッツビル（一部はキャロル郡とボルチモア郡）
- スカッグスビル
- シンプソンビル
- サイクスビル（主にキャロル郡）
- ウェストフレンドシップ
- ウッドバイン
- ウッドストック

## 教育と公共図書館
ハワード郡公共教育学区は71の学校を運営し、約49,000人の児童生徒を教えている。この学区からの卒業率は92%を超えており、州内でもトップクラスに位置づけられる。生徒の試験成績は州内全学区の中で常にトップクラスにある。近年の人口増加と共に学校の建設が進められ、学校内の混雑を予防している。エリコットシティのハワード高校は、生徒数が1,600人を超えて郡内最大である。
2005年以降、HAPLR（ヘネンのアメリカ公共図書館ランク付け）による規模分類の中で、ハワード郡図書館が常に上位5傑に入っている。図書館の後援で、2006年に「チューズ・シビリティ」と呼ぶ運動が郡内で始まった。そのウェブサイトに拠れば、「チューズ・シビリティはハワード郡図書館が指導する町全体に係わる運動であり、ハワード郡を礼節のモデルに位置づけている。このプロジェクトは敬意、共感、熟慮と寛容を高めることが目指されている。」となっている。車のバンパーに貼るこの運動の緑のステッカーが郡内や周辺地域で目に付く。

## 文化と見どころ
- メリーランド・バレー・ロイヤル研究所[24]
- ブランデア、保護地
- ボールマン・トラス鉄道橋
- チェサピーク・シェイクスピア劇団
- コロンビア・オーケストラ[25]
- エリコットシティ駅
- エンチャンテド・フォレスト（閉鎖）
- エリコットシティ歴史的メインストリート[26]
- ハワード郡芸術センター[27]
- ハワード郡図書館[23]
- メリウェザー・ポスト・パビリオン
- レップ・ステージ
- ロビンソン自然センター[28]
- サベージミル
- セントアンソニー殿堂
- トビーのディナーシアター[29]

## 著名な出身者
- キャサリン・アサロ、SF作家、科学者、ヒューゴー賞とネブラ賞を受賞、スコリアン帝国シリーズを創作
- ベンジャミン・バネカー、最初の重要なアフリカ系科学者。独学で木製の時計を作った。天文学を学んで暦を作成し、「黒人は劣った存在ではない」ことを身をもって証明し主張した。1731年11月9日にエリコットシティで生まれた
- ジェイソン・ブレア、元ニューヨーク・タイムズ記者
- マイケル・シェイボン、ピューリッツァー賞を受賞した作家
- ディヴァイン、俳優、若い成人だった1968年夏にエリコットシティで短期間アパートを借りていた
- スティーヴン・ハンター、ピューリッツァー賞を受賞した映画評論家、作家
- ローラ・リップマン、ミステリー作家
- エドワード・ノートン、俳優、コロンビアを設立したジェームズ・ラウスの孫、タウンセンターのトビーのディナーシアターで8歳にしてデビュー
- ランディ・パウシュ、カーネギー・メロン大学のコンピュータ科学者、『ラスト・レクチャー』の著者
- ジェームズ・ラウス、先駆的不動産開発を手がけた都市プランナー、市民活動家
- ベーブ・ルース、野球選手、1914年10月17日、エリコットシティのセントポールズ教会で、ヘレン・ウッドフォードと結婚した
- SR-71 (バンド)、バンドメンバーの多くがエリコットシティの出身